# Родео на баранах

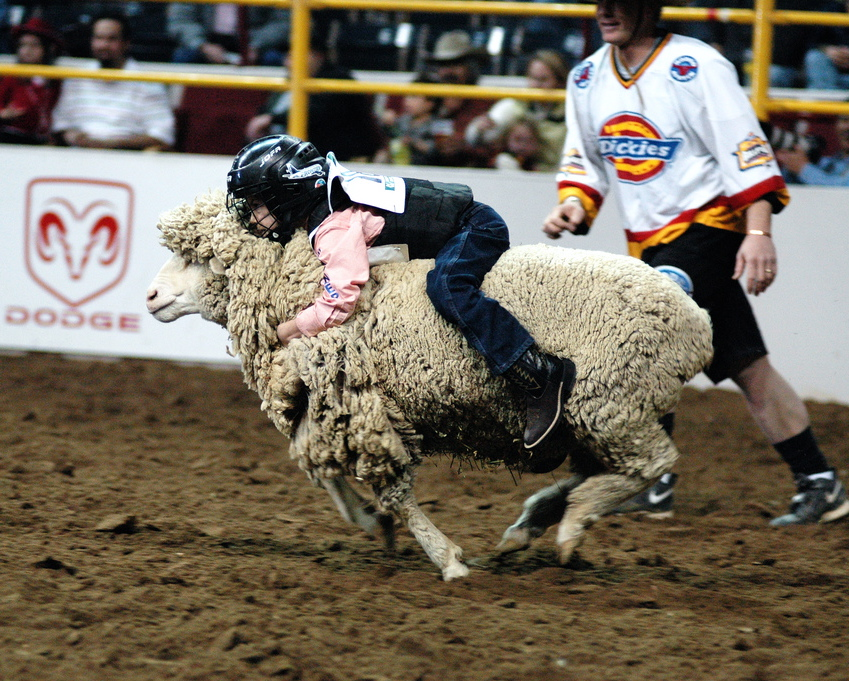
Баранина на родео в Денвері, Колорадо

Родео на баранах (англ. Mutton busting) — подія, яка проводиться на родео, схожа на катання на биках або конях, під час яких діти катаються або змагаються на вівцях.

## Опис
У цьому заході вівця тримається нерухомо або в невеликому жолобі, або дорослим провідником, а дитину садовлять зверху в положення для верхової їзди. Як тільки дитина сідає на вівцю, вівця звільняється і зазвичай починає бігти, намагаючись скинути дитину. Часто маленькі призи або стрічки роздають дітям, які протримаються найдовше. Не існує встановлених правил для забивання барана, немає національної організації, і більшість заходів організовуються на місцевому рівні.

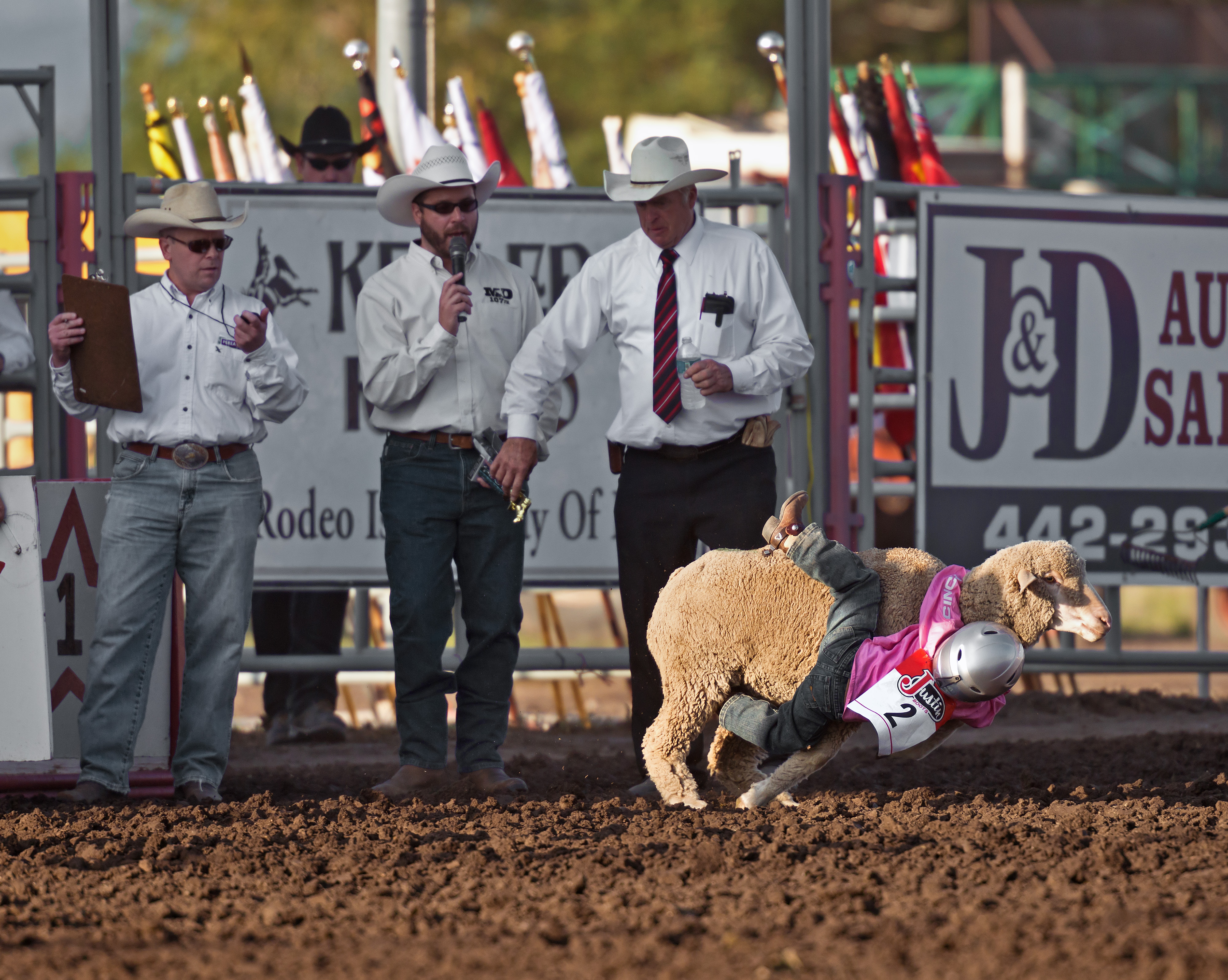
Учасник падає з вівці

Більшість дітей, які беруть участь у заході, падають менш ніж за 8 секунд. Обмеження щодо віку, зросту та ваги учасників зазвичай запобігають травмам овець, а знаряддя, такі як шпори, заборонені до використання. У більшості випадків діти повинні носити шоломи, а батьків часто просять підписати відмову, щоб захистити родео від судових позовів у разі травм.

## Історія
Вперше родео на вівцях запровадив Джек Дейнс на професійному родео «Daines Ranch Pro» поблизу Іннісфайла, Альберта, Канада, на початку 1960-х років. Він хотів, щоб молодші діти не їздили верхи на грубій худобі. Він привів кількох сімейних овець до жолобів для стрибків.
Було задокументовано, що ця практика була запроваджена в Сполучених Штатах на National Western Stock Show принаймні у 1980-х роках, коли захід спонсорувала Ненсі Стокдейл Черві, колишня королева родео. На цей захід могли подати заявку діти віком від п'яти до семи років, які важили менше 55 фунтів, і зрештою було відібрано сім учасників, кожен з яких катався на вівці протягом шести секунд. Статистичних даних щодо популярності цього виду спорту немає, але окремі звіти свідчать про те, що у США тисячі дітей щороку беруть участь у таких заходах.
Прихильники вважають цю подію як розважальною, так і способом познайомити маленьких дітей із видами верхової їзди на биках, верховій їзді без сідла в родео для дорослих, і можуть порівняти її суворий характер із тим, як молодіжні види спорту, такі як грають у футбол. Такі організації, як ASPCA, не заохочують до такої практики на тій підставі, що вона не пропагує доброти чи поваги до тварин.
Ця практика була заборонена в Нью-Йорку в 2012 році та в окрузі Аламеда, штат Каліфорнія, в 2019 році.